# Île Anselme-Fay
Île Anselme-Fay är en ö i Kanada.   Den ligger i floden Rivière Saint-Maurice i provinsen Québec, i den sydöstra delen av landet, 260 km nordost om huvudstaden Ottawa.
I omgivningarna runt Île Anselme-Fay växer i huvudsak blandskog. Runt Île Anselme-Fay är det ganska glesbefolkat, med 50 invånare per kvadratkilometer.